# Кальхбреннер, Карой
Карой Кальхбреннер (венг. Kalchbrenner Károly), или Карл Кальхбреннер (нем. Karl Kalchbrenner; 1807—1886) — австро-венгерский миколог и священник.

## Биография
Карой Кальхбреннер родился 5 мая 1807 года в городе Петёфальва в Австро-Венгрии (ныне Пёттельсдорф, Австрия). 
Учился в школах в Дьёре, Пеште (ныне Будапешт), Шелмецбанье (ныне Банска-Штьявница), Пожони (ныне Братислава) и Шопроне. 
В 1827 году Кальхбреннер поступил в Университет Галле. 
В 1858—1881 годах Кальхбреннер был главой комитата Сепеш. 
В 1864 году Карой Кальхбреннер стал членом-корреспондентом Венгерской академии наук, в 1872 году был избран её академиком. Также Кальхбреннер был членом Ботанического общества Нового Южного Уэльса. 
Карой Кальхбреннер скончался 5 июня 1886 года в городе Сепешоласи (ныне Спишске-Влахи).
Основной гербарий Кароя Кальхбреннера хранится в Национальном музее Словакии в Братиславе (BRA).

## Некоторые научные публикации
- Kalchbrenner, K. A Szepesi gombak jegyzéke. Némi tekintettel oly fajokra is, melyek Magyarhon más részeiben észleltettek (1865—1867)  (венг.)
- Kalchbrenner, K., Schulzer, S. Icones selectae Hymenomycetum hungariae (1873—1877)  (лат.)
- Kalchbrenner, K. A magyar gombászat fejlődéséről és jelen állapotáról (1873)  (венг.)
- Kalchbrenner, K. Dorner József emléke (1875)  (венг.)
- Kalchbrenner, K. Szibériai és Délamerikai gombák (1879)  (венг.)
- Kalchbrenner, K. Uj vagy kevesbbé ismert Szömörcsögfélék (1880)  (венг.)  (лат.)
- Kalchbrenner, K. Új vagy kevésbbé ismert hasgombák (1884)  (венг.)  (лат.)

## Организмы, названные в честь К. Кальхбреннера
- Kalchbrennera Berk. ex Kalchbr., 1876 [syn.  Lysurus Fr., 1823]
- Kalchbrenneriella Diederich & M.S.Christ., 2002
- Clavaria kalchbrenneri F.Muell. ex Kalchbr., 1883
- Clavaria kalchbrenneri Sacc., 1888, nom. nov. et [[nom. illeg.|illeg.]]
- Corticium kalchbrenneri Sacc. 1888, nom. nov. et superfl.
- Geastrum kalchbrenneri Hazsl., 1876 («Geaster»)
- Gloeosporium kalchbrenneri Rabenh., 1865
- Hymenochaete kalchbrenneri Massee, 1890, nom. nov. [syn.  Hjortstamia crassa (Lév.) Boidin & Gilles, 2003]
- Hypoxylon kalchbrenneri Sacc., 1882, nom. nov. [syn.  Biscogniauxia kalchbrenneri (Sacc.) Y.M.Ju & J.D.Rogers, 1998]
- Inocybe kalchbrenneri Hazsl.
- Lycoperdon kalchbrenneri De Toni, 1888
- Nectriella kalchbrenneri Fuckel
- Omphalia kalchbrenneri Bres., 1881 [syn.  Pseudoomphalina kalchbrenneri (Bres.) Singer, 1956]
- Physarum kalchbrenneri Massee, 1892
- Polyporus kalchbrenneri Fr., 1874, nom. nov.
- Puccinia kalchbrenneri De Toni, 1888, nom. nov.
- Puccinia kalchbrenneriana De Toni, 1888, nom. nov.
- Septoria kalchbrenneri Sacc., 1887
- Stereum kalchbrenneri Sacc., 1888, nom. nov. [syn.  Stereum hirsutum (Willd.) Pers., 1800]
- Stilbum kalchbrenneri Sacc., 1886, nom. nov. [syn.  Tubercularia lateritia (Berk.) Seifert, 1985]
- Trametes kalchbrenneri Fr., 1868 [syn.  Trametes gibbosa (Pers.) Fr., 1838]